# Efectul Droste

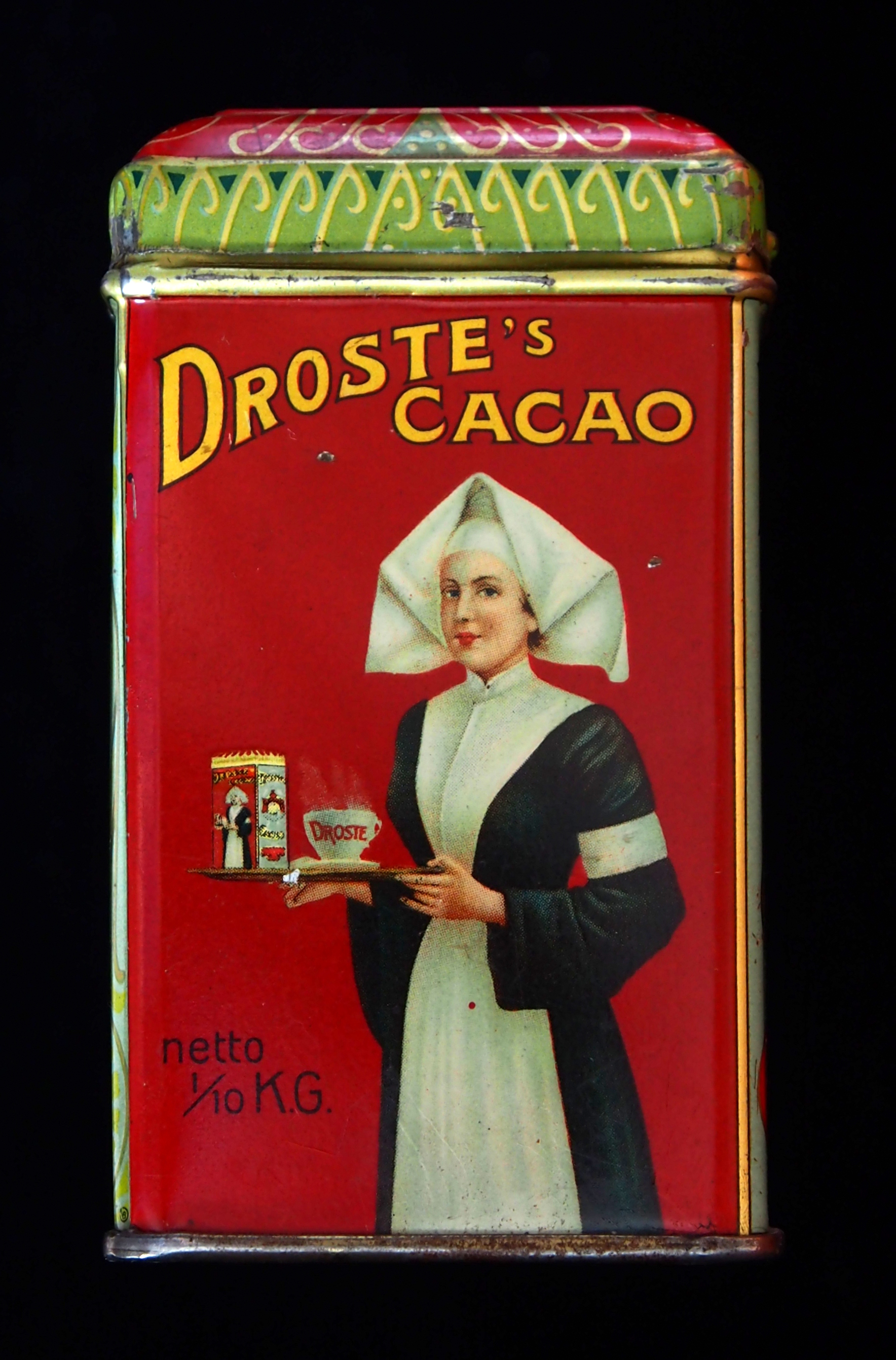
Cutia originală de cacao Droste din 1904, imaginea concepută de Jan Misset (1861-1931)

Efectul Droste (pronunție în neerlandeză [drɔstə]), cunoscut în cadrul artelor ca mise en abyme, reprezintă efectul prin care o imagine apare în mod recursiv în interiorul său, de obicei în locuri în care o cu totul altă imagine ar fi de așteptat să apară.
Efectul a fost denumit după o marcă olandeză de cacao, a cărei ilustrație de pe cutia de depozitare a fost realizată de Jan Misset în 1904. De atunci, a fost folosit pentru numeroase alte ambalaje de la produse din cele mai variate. Încă din Evul Mediu acest efect a fost utilizat într-o oarecare măsură în cadrul unor opere de artă precum Tripticul lui Stefaneschi realizat de Giotto di Bondone în 1320. Unele cărți medievale repetă recursiv propria lor imagine, iar vitraliile unor biserici prezintă copii miniaturale ale aceluiași vitraliu.

## Despre efect

### Origine
Efectul a fost denumit după imaginea de pe cutiile în care era ambalată cacaoa Droste, una dintre marile companii olandeze, imagine ce înfățișa o dădacă purtând o tavă pe care se află o ceașcă și un recipient de cacao cu aceeași imagine, concepută de Jan Misset. Această imagine, introdusă în 1904, și menținută pe parcursul a mai multor decenii, suferind doar mici schimbări aduse de artistul Adolphe Mouron, a devenit foarte cunoscută. Poetul și autorul de editoriale Nico Scheepmaker a contribuit la răspândirea termenului și utilizării efectului la sfârșitul anilor `70.

### Conceptul în matematică
Apariția imaginii este recursivă; versiunea micșorată include o versiune mult mai mică, și așa mai departe. Această incluziune poate fi continuată la nesfârșit doar din punct de vedere teoretic, deoarece în practică este limitată de către tehnicile actuale de printare a imaginilor, cu fiecare iterație reducându-se dimensiunile imaginii inițiale.

### În arta medievală
Efectul a fost utilizat de Giotto în 1320, în momentul în care a realizat Tripticul lui Stefaneschi. Polipticul îl prezintă în piesa centrală pe Cardinalul Giacomo Gaetani Stefaneschi oferind tripticul Sfântului Petru. Obiectul de artă a fost comandat de cardinal pentru unul dintre altarele Vechii Bazilici Sf. Petru din Roma și se află actualmente la galeria de artă Pinacoteca Vaticana.

### În arta lui Maurits Cornelis Escher
Artistul olandez M. C. Escher a folosit efectul Droste în litografia „Prentententoonstelling” publicată în 1956 care prezintă o galerie ce conține o tipăritură care înfățișează aceeași galerie, de fiecare dată imaginea fiind micșorată și rotită, cu excepția unui spațiu gol situat în centrul imaginii. Lucrarea a atras atenția a numeroși matematicieni precum Bart de Smit și Hendrik Lenstra. Aceștia au proiectat o metodă prin care s-ar putea umple golul din centrul litografiei aplicând în continuare efectul Droste, rotind și micșorând imaginea galeriei în continuare.

### Utilizări moderne
Efectul Droste a fost folosit în cadrul ambalajelor untului Land O'Lakes, imaginea prezentând o amerindiană ținând un pachet de unt ce are imaginea ei pe ambalaj. Morton Salt face și el uz de acest efect. Coperta albumului Ummagumma din 1969 al lui Pink Floyd înfățișează un membru al orchestrei șezând, pe perete existând o imagine ce conține un alt membru al formației. Acest lucru se repetă pentru toți cei patru membrii, ultima imagine fiind coperta albumului A Saucerful of Secrets. Logo-ul brânzei topite La Vache qui Rit prezintă imaginea unei vaci care poartă cercei. Privind mai atent se poate vedea că cerceii sunt, de fapt, ambalajul circular al brânzei topite. Efectul Droste reprezintă o temă întâlnită și în poveștile pentru copii scrise de Russell Hoban, cum ar fi „The Mouse and His Child” în care este prezent sub forma etichetei unei cutii de mâncare pentru câini care conține o imagine a unei alte cutii de același fel.